# Zondagmiddag Buitenveldert
Zondagmiddag Buitenveldert is een lied uit 1969 gezongen door Frans Halsema, die ook het basisidee voor het thema aandroeg. Het werd geschreven door Michel van der Plas op muziek van Harry Bannink.
Op 28 juli 1970 deed Halsema samen met Gerard Cox, Adele Bloemendaal en Jenny Arean mee aan het Holland Festival waar hij onder meer dit lied zong. Het nummer verscheen voor zover bekend niet op single en haalde als zodanig geen notering in de Nederlandse Top 40 en de voorloper van de Single Top 100 met bijbehorende tipparades.
In 1974 werd een promosingle geperst met als B-kant Amsterdam van Liesbeth List, een cover van Dans le port d'Amsterdam van Jacques Brel. Het stond vijftien keer in de Radio 2 Top 2000.

## Samenvatting van het lied
Het lied speelt zich af in de zuidelijke nieuwbouwwijk Buitenveldert in Amsterdam in 1969 en gaat over de geluidsoverlast die vliegtuigen veroorzaken bij het aanvliegen van een landingsbaan van Schiphol. Het lied gaat ook over de troosteloosheid van een saaie nieuwbouwwijk, waar geen plaats is voor liefde tussen twee jonge mensen en de daarbij behorende generatiekloof (saaiheid tegenover "met elkaar naar bed gaan").
Op een late herfst of vroege winter zondagmiddag om 16.30 uur is het na een sombere dag net wat opgeklaard in Buitenveldert, een toen pas nieuwe wijk in Amsterdam met onder meer hoge flats ("blokkendoos na blokkendoos") met kale ruimtes daartussen omdat de bomen nog niet waren volgroeid. In de wijk lopen een jongen en een meisje eenzaam en verliefd. De jongen wil het meisje vragen of ze met hem naar bed wil, maar omdat er net gierend een DC-9 daalt hoort ze hem niet. Intussen staan voor de ramen van de flats mannen uit het raam te kijken tot Monitor begint. De jongen en het meisje lopen nog steeds door de troosteloze nieuwbouwwijk en verklaren elkaar de liefde, maar telkens worden ze gehinderd door een laag overvliegende DC-9. In de verloren vlakte tussen de flats denkt de jongen met het meisje ter plekke te kunnen vrijen in de in zijn oog nette buurt, maar het meisje denkt dat wat er in de verte gebouwd wordt wellicht pas gereed is als ze gaan trouwen.
Inmiddels is het gaan regenen en schuilen ze in een portiek eenzaam voor de regen de leegte en het publiek. Er gaat een licht aan hier en daar, de bewoners zetten een glas klaar en halen zakjes met friet. Opnieuw komt er laag over Buitenveldert huilend een DC-9 en geeft het lied daarmee het troosteloze decor op een sombere zondagmiddag in een kale nieuwbouwwijk aan, geplaagd door bulderend overvliegende vliegtuigen.

## NPO Radio 2 Top 2000
| Nummer met noteringen in de NPO Radio 2 Top 2000 | '99  | '00 | '01 | '02  | '03 | '04  | '05 | '06  | '07  | '08  | '09  | '10  | '11  | '12  | '13  |
| ------------------------------------------------ | ---- | --- | --- | ---- | --- | ---- | --- | ---- | ---- | ---- | ---- | ---- | ---- | ---- | ---- |
| Zondagmiddag Buitenveldert                       | 1000 | 791 | 931 | 1164 | 917 | 1111 | 970 | 1403 | 1547 | 1209 | 1677 | 1675 | 1786 | 1886 | 1821 |

1. ↑  Een vetgedrukt getal geeft de hoogste notering aan.
2. ↑  Deze tabel is bijgewerkt tot en met de laatste editie (2024).